# Titoli del Regno nella Prefettura del pretorio dell'Illirico

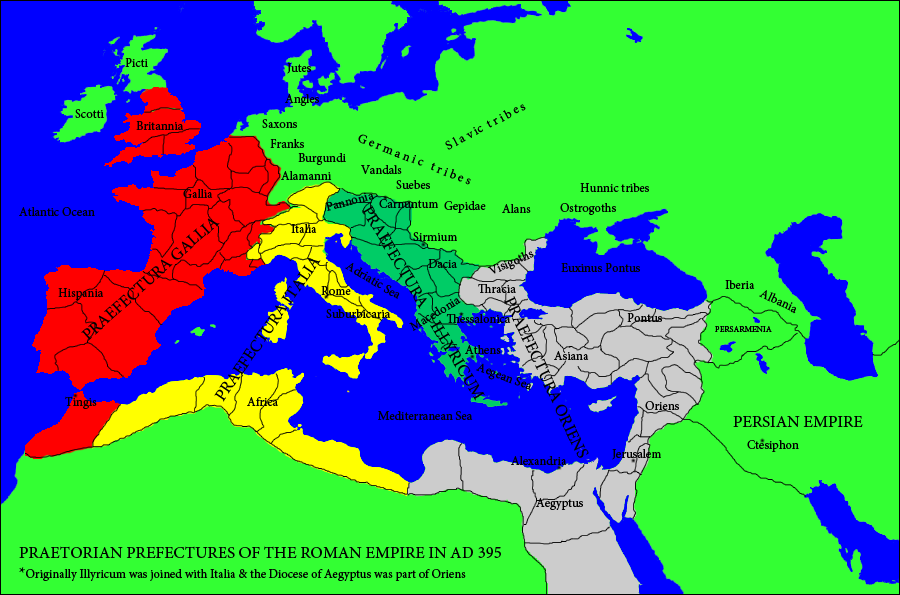
Il territorio della Prefettura del pretorio dell'Illirico alla sua formazione nel 395 (in verde scuro).

Nel territorio della Prefettura del pretorio dell'Illirico vengono assegnati i seguenti titoli del Regno, anche come insegne:

## Medioevo
1. Regno di Croazia (Medioevo) (925—1102)
2. Regno d'Ungheria (1000-1538)
3. Regno di Doclea (1077-1142)
4. Regno di Tessalonica (1204-1224)
5. Regno di Rascia (1217-1346/1395)
6. Regno d'Albania (1272-1368)
7. Regno di Bosnia (1377-1463)

## Nuovo tempo
1. Regno di Slavonia (1699-1868)
2. Regno di Dalmazia (1815-1918)
3. Regno d'Illiria (1816-1849)
4. Regno di Grecia (1832-1974)
5. Terre della Corona di Santo Stefano (1867-1918)
6. Regno di Croazia e Slavonia (1868-1918)
7. Regno di Serbia (1882-1918)
8. Regno del Montenegro (1910-1918)
9. Regno di Jugoslavia (1918-1941)
10. Regno albanese (1928-1939)

## Spiegazione
La Prefettura del pretorio dell'Illirico rientra sia nell'Impero Romano d'Oriente che nell'Impero Romano d'Occidente, da qui le successive controversie sulla giurisdizione.
La prima grande controversia riguarda la giurisdizione della Chiesa bulgara dei Concili di Costantinopoli dell'869-870 e dell'879-880. Post factum dopo il Grande Scisma Papa Gregorio VII diede a Mihailo Vojisavljević da Doclea nel 1077 il titolo "Re degli Slavi" (vedi Cronaca del Prete di Doclea e Il Regno de gli Slavi).
Nella Pasqua del 16 aprile 1346, a Skopje, Stefan Dusan, con il titolo "Re degli Slavi", si dichiarò "Zar dei Serbi e dei Greci", per cui fu anatemizzato dai Patriarchi di Costantinopoli. Il suo titolo "Re degli Slavi" resta per l'ultima volta a Marko Mrnjavčević.